# Rebel Charge at Chickamauga
Rebel Charge at Chickamauga est un jeu vidéo de type wargame créé par Chuck Kroegel et David Landrey et publié par Strategic Simulations en 1987 sur Apple II, Atari 8-bit, Commodore 64 et IBM PC, avant d'être porté sur Amiga en 1988. Le jeu simule, au niveau tactique et opérationnel, la bataille de Chickamauga de la guerre de Sécession qui oppose l’armée de l'Union à l’armée des États confédérés les 19 et 20 septembre 1863. Il est le troisième volet d'une série de quatre wargames développés par Chuck Kroegel et David Landrey, qui partagent le même moteur de jeu et le même contexte historique. Il succède ainsi à Battle of Antietam (1985) et Gettysburg: The Turning Point (1986) et précède Shiloh: Grant's Trial in the West (1987). Comme ses prédécesseurs, le jeu se déroule au tour par tour sur une carte, constituée de cases carrées, qui représente le champ de bataille et les différents types de terrain qui le compose. Sur cette carte, les joueurs contrôle des unités d'infanterie, de cavalerie et d'artillerie de la taille d'une brigade, d'une division ou d'un corps d'armée. A chaque unité est rattaché un leader dont les caractéristiques, qui sont fonction de ses capacités historiques, influent directement sur l'efficacité des troupes sous ses ordres. Chaque tour de jeu est divisé en plusieurs phases qui permettent d'abord au joueur de donner des ordres de déplacements et d'attaque à ses unités, puis au joueur adverse d’ordonner à ses troupes de riposter avant une phase de combat dans laquelle les unités de chaque camp tirent alternativement. Les phases précédentes sont ensuite répétées en inversant les rôles pour compléter le tour de jeu.

## Trame
Rebel Charge at Chickamauga retrace la bataille de Chickamauga de la guerre de Sécession qui oppose l’armée du Cumberland commandé par le général William S. Rosecrans à l’armée du Tennessee, sous le commandement de Braxton Bragg. Elle se déroule les 19 et 20 septembre 1863 alors que les forces de l’Union, séparées en vue de l’invasion du Tennessee, se voient obligés de se regrouper sous la pression des troupes confédérées. La première journée de combat se solde par un relatif échec des confédérés qui, bien qu’en supériorité numérique, ne parviennent pas à percer les lignes ennemies. Le deuxième jour, les confédérées profitent d’une brèche dans les défenses de l’Union, dû à un problème de communication, pour attaquer son flanc. Ils semblent alors sur le point de l’emporter mais le commandant George Thomas parvient à réorganiser une ligne défensive qui permet à l’armée de l’Union de se retirer dans de bonnes conditions.  

## Système de jeu
Rebel Charge at Chickamauga est un wargame qui simule, au niveau tactique et opérationnel, la bataille de Chickamauga de la guerre de Sécession. Le joueur peut commander l’armée de l'Union ou l’armée des États confédérés et affronte l’ordinateur ou un autre joueur, qui commande le camp adverse. Le jeu se déroule au tour par tour, chaque tour représentant une durée de deux heures. Chaque tour est composé de plusieurs phases. La première permet au joueur de déplacer ses unités. Pour cela, le joueur doit positionner un curseur sur l’unité en question, puis utilisé les touches du pavé numérique pour la déplacer dans une des huit directions possibles. La distance sur laquelle une unité peut se déplacer dépend du nombre de point de mouvement dont elle dispose, qui dépend du type de l’unité (infanterie, cavalerie ou artillerie). Le joueur peut cependant ordonner à une unité de se déplacer à marche forcée, pour lui permettre de couvrir une plus grande distance pendant le tour. Les déplacements des unités peuvent également être limités par la présence d’autres unités sur les cases adjacentes, le joueur ne pouvant empiler qu’un nombre limité d’unités sur la même case. Après avoir déplacé une unité, le joueur peut lui ordonner d’attaquer une unité ennemi, si celle-ci est visible et à portée de tir. Une fois qu’un joueur a déplacé toutes ses unités, le joueur adverse a l’opportunité d’ordonner à ses troupes de riposter, avant le déclenchement de la phase de combat dans laquelle les unités de chaque camp tirent alternativement. Les phases précédentes sont ensuite répétées en inversant les rôles pour compléter le tour de jeu.
L’aptitude au combat d’une unité est caractérisée par sa puissance de feu théorique, qui dépend du nombre de soldat qui la compose, et par son efficacité. Cette dernière dépend initialement de l’entrainement et de l’expérience des soldats, mais évolue au cours des combats en fonction des pertes subies par l’unité et du niveau de fatigue des troupes. Lors d’un combat, la puissance de feu des unités impliquées varie de plus en fonction du type de terrain où elles se trouvent, de leurs densités et de leurs formations (en ligne ou en colonne). L’aptitude au combat d’une unité dépend également du bonus associé à leur leader. A chaque brigade, division ou corps d'armée est en effet rattaché un leader auquel est attribué un bonus, fonction de ses capacités historiques en termes de leadership, qui influe directement sur la puissance de feu des troupes sous ses ordres. Suivant la distance séparant une unité de sa brigade et des leaders de sa division et de son corps d’armée, mais aussi suivant l’état d’esprit de ces leaders (confus, indécis, prudent, confiant), l’unité se voit de plus attribué un niveau de commandement, qui influe lui aussi directement sur sa puissance de feu.

## Développement et publication
Rebel Charge at Chickamauga est développé par Chuck Kroegel et David Landrey, qui s’appuient pour cela sur le moteur de jeu de leurs précédents wargames sur le thème de la guerre de Sécession que sont Battle of Antietam (1985) et Gettysburg: The Turning Point (1986). Le jeu est publié par Strategic Simulations à l’été 1987 sur Apple II, Atari 8-bit, Commodore 64 et IBM PC,. Il est ensuite porté sur Amiga à l’automne 1988.

## Accueil
| Rebel Charge at Chickamauga |      |        |
| Média                       | Nat. | Notes  |
| ACE                         | US   | 84.1 % |
| Computer Gaming World       | US   | 3/5    |
| Gen4                        | FR   | 89%    |
| Jeux et Stratégie           | FR   | 7/10   |
| Tilt                        | FR   | 15/20  |

## Postérité
Rebel Charge at Chickamauga est le troisième volet d’une série de quatre wargames développés par Chuck Kroegel et David Landrey en s’appuyant sur le moteur de jeu de Battle of Antietam (1985), publiés par Strategic Simulations et ayant pour thème la guerre de Sécession. Il est ainsi suivi de Shiloh: Grant's Trial in the West (1987) qui simule la bataille de Shiloh. Ses développeurs ont également adaptés son moteur de jeu au thème de la guerre d'indépendance des États-Unis avec Sons of Liberty (1987), qui simule la bataille de Bunker Hill, la batailles de Saratoga et la bataille de Monmouth, et à celui des guerres napoléoniennes avec Battles of Napoleon (1988) qui simule la bataille de la Moskova, la bataille d'Auerstaedt, la bataille des Quatre Bras et la bataille de Waterloo.